# Neoboletus brunneissimus
Neoboletus brunneissimus ist eine Pilzart aus der Familie der Dickröhrlingsverwandten (Boletaceae).

## Merkmale

### Makroskopische Merkmale
Der Hut ist halbkugelig bis gewölbt, mit einer trockenen filzigen Oberfläche und erreicht einen Durchmesser zwischen 2 und 8 Zentimetern. Er hat eine bräunlich gelbe, gelblich braune, hellbraun bis braune Farbe, verfärbt sich aber bei Verletzung hell- bis dunkelblau. Das Hymenophor also der röhrentragende Teil des Hutes ist angewachsen (adnat) bis mit einem Zahn herablaufend (sinuat). Es ist ebenfalls gelblich braun bis braun. Die Röhren sind klein, 1,5 bis 2 Millimeter im Durchmesser und 4 bis 18 Millimeter lang, buttergelb bis maisgelb im jungen Zustand, olivfarben im reifen Zustand.
Der zwischen 4 und 9 Zentimetern lange und 5 bis 13 Millimeter dicke Stiel ist walzig bis leicht keulig geformt. Er ist bräunlich gelb mit gelben Hintergrund bis braun im oberen Teil gefärbt und braun bis erdbraun im unteren Teil, dicht mit gesprenkelten Schuppen besetzt. An der Basis befindet sich das cremefarbene, braune oder gelblich braune Myzel.
Das Fleisch ist hellgelb bis gelb, in der Basis bräunlich gelb bis braun. Bei Verletzung verfärbt es sich kräftig blau. Makrochemische Reaktionen werden nicht beobachtet.

### Mikroskopische Merkmale
Die Basidien sind 25–40 × 9–11,5 Mikrometer groß, keulig, durchscheinend, mit KOH manchmal mit gelben Pigmenten und viersporig. Die Sporen besitzen eine spindelige, ungleichseitige Form, sind 10–14 × 4,5–5 Mikrometer groß, gelblich braun, glatt und färben sich nicht mit Jod inamyloid. Die Cheilozystiden sind bauchig-spindelig bis bauchig-stachelspitzig und enthalten meist gelbe bis bräunlich gelbe Pigmente. Sie werden 20–43 × 4–9 Mikrometer groß. Die Pleurozystiden werden 27–49×6–10 Mikrometer groß, sind ähnlich in ihrer Form wie die Cheilozystiden, dünnwandig und haben nur selten Pigmente. Die Hutdeckschicht ist ein Trichoderm mit braunen bis gelblich braunen Hyphen. Schnallen sind keine vorhanden.

## Artabgrenzung
Der Flockenstielige Hexen-Röhrling (Neoboletus luridiformis) ist ähnlich, hat aber rote Poren und rot gesprenkelte Schuppen am Stiel. Zudem geht er eine Mykorrhiza mit Bäumen der gemäßigten Zone wie Fichten, Buchen, Eichen ein.

## Ökologie und Phänologie
Neoboletus brunneissimus wächst gesellig oder einzeln in subtropischen Wäldern verschiedener Kiefern (Pinus yunnanensis, Pinus armandii etc.), oder Buchengewächse wie Scheinkastanien oder auch in Mischwäldern.

## Verbreitung
Neoboletus brunneissimus ist bisher nur aus dem südwestlichen China bekannt.

## Systematik
Neoboletus brunneissimus wurde 1948 vom chinesischen Mykologen Wei Fan Chiu als Boletus brunneissimus erstbeschrieben.  Matteo Gelardi, Alfredo Vizzini und  Giampaolo Simonini stellten die Art 2014 in die neu beschriebene Gattung Neoboletus.